# Adelopoma stolli
Adelopoma stolli је пуж из реда Architaenioglossa и фамилије Cyclophoridae. 

## Угроженост
Ова врста се сматра угроженом.

## Распрострањење
Врста има станиште у Никарагви и Гватемали.

## Станиште
Станиште врсте су слатководна подручја. 